# Denkmal der Kinder der Welt
Das Denkmal der Kinder der Welt ist ein Denkmal auf dem Nordkapplateau in Norwegen.
Es befindet sich südöstlich der Nordkaphalle und besteht aus sieben großen kreisrunden Reliefs, die stehend im Halbkreis angeordnet sind. Ihnen gegenüber steht eine Skulpturengruppe aus Mutter und Kind, bestehend aus einer Frauenfigur und einem kleinen Jungen, der mit dem linken Arm auf die Reliefs zeigt. Die Gruppe wurde von Eva Rybakken geschaffen.
Das Denkmal wurde im Jahr 1989 aufgestellt. Die Vorlagen für die sieben Reliefs wurden im Juni 1988 von sieben Kindern unterschiedlicher Nationen angefertigt, die hier für eine Woche zusammen kamen. Bei den Kindern handelte sich um Jasmin aus Tansania, Rafael aus Brasilien, Ayumi aus Japan, Sithidej aus Thailand, Gloria aus Italien, Anton aus der Sowjetunion und Louise aus den USA. Ein achtes Relief erläutert auf Norwegisch und Englisch die Geschichte des Denkmals.
Das Denkmal soll Freundschaft, Zusammenarbeit, Hoffnung und Freude, über alle Grenzen hinweg darstellen. Einmal im Jahr wird vor Ort der Barn av jorden-Preis für das Engagement für kranke und bedürftige Kinder verliehen.